# گائو مین (شیرجه‌رو)
گائو مین (چینی: 高敏؛ زادهٔ ۷ سپتامبر ۱۹۷۰) شیرجه‌رو اهل چین بود.